# Hanulin
Hanulin (niem. Birkenfelde) – osada w Polsce położone w województwie wielkopolskim, w powiecie kepińskim, gminie Kępno. W latach 1975–1998 miejscowość należała administracyjnie do województwa kaliskiego.
Leży przy drodze krajowej nr 11 Poznań – Bytom i linii kolejowej nr 272 Kluczbork – Poznań Główny. Znajduje się tu ważna stacja towarowa połączona organizacyjnie ze stacją Kępno – tworzą razem węzeł kępiński.
Znajdują się tu Szkoła Podstawowa im. Janusza Kusocińskiego, przedszkole i Fabryka Mebli Drew-Mark. Na osiedlu mieści się parafia rzymskokatolicka pw. Matki Bożej Częstochowskiej.
Od 2009 roku działa klub sportowy KS Hanulin. Liczba mieszkańców ok. 1230.